# Henry Kulky
Henry Kulky est un acteur américain né le 11 août 1911 à Hastings-on-Hudson dans l'état de New York et décédé le 12 février 1965 à Oceanside en Californie.

## Filmographie
- 1947 : A Likely Story : Tremendo
- 1947 : Northwest Outpost : Peasant
- 1948 : Appelez nord 777 (Call Northside 777) : First Bartender
- 1948 : Alias a Gentleman : Moving Man
- 1948 : To the Ends of the Earth : Giant Chinese Man
- 1948 : La Scandaleuse de Berlin (A Foreign Affair) : Russian Soldier at Marketplace
- 1949 : Tarzan's Magic Fountain : Vredak
- 1949 : State Department: File 649 : Mongolian Sergeant
- 1949 : Match d'amour (Take Me Out to the Ball Game) de Busby Berkeley : Acrobat
- 1949 : Monsieur Joe (Mighty Joe Young) d'Ernest B. Schoedsack : Strongman
- 1949 : Le Danube rouge (The Red Danube) : Russian Lieutenant
- 1949 : Super-Wolf
- 1949 : Alias the Champ (en) : Bomber Kulkovich
- 1949 : Bandits of El Dorado (it) de Ray Nazarro : El Raton Bartender Spade
- 1949 : Bodyhold : Mike Kalumbo
- 1950 : La Rue de la gaieté (Wabash Avenue) : Joe Barton
- 1950 : Jiggs and Maggie Out West : 'Bomber' Kulkowich
- 1950 : Kill the Umpire : Fan
- 1950 : Le Bistrot du péché (South Sea Sinner) : Bartender
- 1950 : A Snitch in Time : Steve
- 1951 : Chinatown Chump : Henchman
- 1951 : Force of Arms : Sgt. Reiser
- 1951 : The Guy Who Came Back : Wizard, Wrestler
- 1951 : You Never Can Tell : Gorilla, Wrestler / Prisoner
- 1951 : Love Nest : George Thompson
- 1951 : The Kid from Amarillo (it) de Ray Nazarro : Zeno
- 1951 : Baïonnette au canon (Fixed Bayonets!) : Vogl
- 1952 : Red Skies of Montana de Joseph M. Newman : Dawson
- 1952 : Aim, Fire, Scoot
- 1952 : Marins et marraines (en) (Gobs and Gals) de R. G. Springsteen : Boris
- 1952 : Red Planet Mars : Military guard
- 1952 : What Price Glory : Company cook
- 1952 : Le monde lui appartient (The World in His Arms) : Peter, Russian Servant
- 1952 : My Wife's Best Friend : Pug
- 1952 : No Holds Barred de William Beaudine : Mike the Mauler
- 1953 : Target Hong Kong : Dutch Pfeifer
- 1953 : Rogue's March : Russian Fisherman-Spy
- 1953 : Confidentially Connie : Butcher
- 1953 : Down Among the Sheltering Palms : First Sergeant Jones
- 1953 : The Glory Brigade : Sgt. 'Smitty' Smitkowsky
- 1953 : La Rivière de la poudre (Powder River) de Louis King : Bartender
- 1953 : Les 5000 doigts du Dr. T (The 5,000 Fingers of Dr. T.) : Stroogo
- 1953 : The Charge at Feather River : Pvt. Smiley
- 1953 : Clipped Wings : Sergeant Bronsky
- 1953 : A Lion Is in the Streets : Polli's Butler
- 1954 : Yukon Vengeance : Schmidt
- 1954 : Le Démon des eaux troubles (Hell and High Water) de Samuel Fuller : Gunner McCrossin
- 1954 : Le Fantôme de la rue Morgue (Phantom of the Rue Morgue) de Roy Del Ruth : Maurice (sailor)
- 1954 : Fireman Save My Child : Harry
- 1954 : Le Maître du monde (Tobor the Great) de Lee Sholem : Paul, un espion
- 1954 : Une étoile est née (A Star Is Born) : Cuddles
- 1954 : Dans les bas-fonds de Chicago (The Human Jungle) de Joseph M. Newman : Matty (barkeeper-thug)
- 1954 : The Steel Cage : George, Convict
- 1955 : Le Prince des acteurs (Prince of Players) : Bartender
- 1955 : New York confidentiel (New York Confidential) de Russell Rouse : Gino
- 1955 : Deux nigauds et les flics (Abbott and Costello Meet the Keystone Kops) : Brakeman
- 1955 : Les Pièges de la passion (Love Me or Leave Me) : Bouncer
- 1955 : Finger Man : Louie
- 1955 : Francis in the Navy d'Arthur Lubin : Auction bidder
- 1955 : L'Enfer des hommes (To Hell and Back) : Sgt. Stack
- 1955 : Jail Busters : Marty
- 1955 : La Fille sur la balançoire (The Girl in the Red Velvet Swing) de Richard Fleischer : Warden
- 1955 : Illégal (Illegal) : Taylor
- 1955 : It's a Dog's Life : Grainger
- 1955 : Une femme en enfer (I'll Cry Tomorrow) : Barfly
- 1956 : Army Daze : Sergeant
- 1956 : La Blonde et moi (The Girl Can't Help It) : Iceman
- 1957 : Sierra Stranger : Bartender Matt
- 1957 : Bombardier B-52 (Bombers B-52) : Truck Driver at Cafe
- 1959 : La Mission secrète du sous-marin X-16 (Up Periscope) de Gordon Douglas : Chief Petty Officer York
- 1959 : Le Génie du mal (Compulsion) de Richard Fleischer : Tough Waiter
- 1959 : Le Shérif aux mains rouges (The Gunfight at Dodge City) : Charlie the bartender
- 1960 : Tonnerre sur Timberland (Guns of the Timberland) de Robert D. Webb : Logger
- 1960 : Maisie (TV) : Townsperson
- 1962 : L'Ange de la violence (All Fall Down) : Sailor
- 1964 : Papa play-boy (A Global Affair) : Charlie